# Chromista

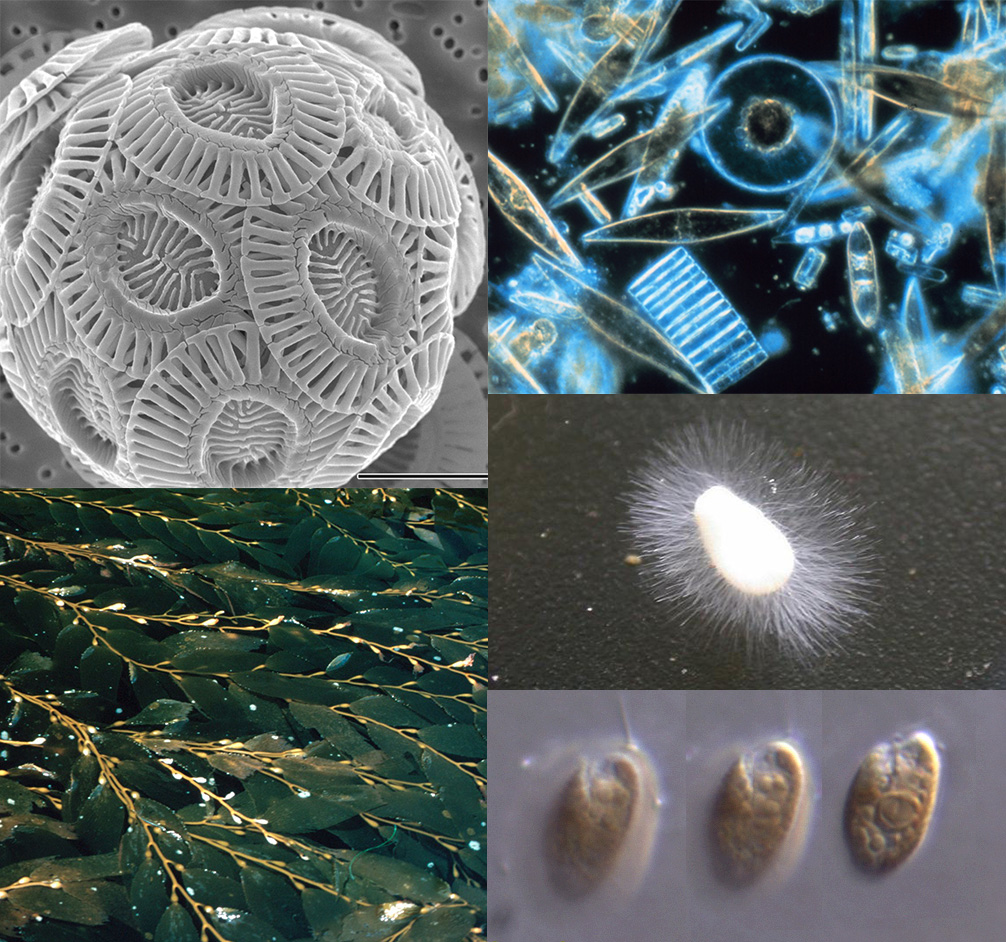
Chromista collage

De Chromista (ook wel Heterokontae) vormen een in de taxonomie niet meer erkend rijk, waarvan de omgrenzing in de loop van de tijd is veranderd. De fotosynthetische soorten hadden een niet-groene kleur, zoals bruin en goudkleurig.
De volgende groepen werden min of meer gelijkgesteld, hoewel de opvattingen daarover in de loop van de tijd sterk veranderd zijn: Chromista ≈ Stramenopila ≈ Heterokonta ≈ Chromobionta.

## Geschiedenis
In 1914 werden fotosynthetische en niet-fotosynthetische soorten verenigd onder de informele naam chromofyten op grond van hun kenmerkende beweeglijke cellen: met twee flagellen waarvan een naar voren gericht was en een zweephaar-flagel naar achteren. De afdeling (of fylum) Chromophyta werd in 1962 omschreven.
Het rijk Chromista werd in 1989 door Cavalier-Smith opgesteld en omvatte de Heterokonta en de Eukaryomonada: alle organismen met chlorofyl a en chlorofyl c, en hun niet-fotosynthetische verwanten. Omstreeks deze tijd werd ook gespeculeerd over de groep van de alveolaten, waarvan de verwantschap met de Heterokonta steeds duidelijker werd. Het bleek een monofyletische groep te vormen, die weer zwak verwant was met de Eukaryomonada.
In het eerste decennium van de 21e eeuw wordt de verwantschap van de Rhizaria met de Chromalveolata erkend met het opstellen van de RAS- of SAR-groep (afkorting van Rhizaria-Alveolata-Stramenopiles). Deze clade werd geformaliseerd onder de naam Harosa, die weer een zustergroep is van de Hacrobia (Haptomonada + Cryptomonada).
De Harosa en de Hacrobia vormen nu de twee zustergroepen binnen de supergroep Chromalveolata.
| Indeling van de Chromista - Rijk Chromista (Christensen 1962) - Haptophyta of Prymnesiophyta - Heterokontae: overige Chromista - Sagenista (o.a. Bicosoecida, Labyrinthulomycota) - - Oomycota - - Bacillariophyta (Diatomeeën) - - Silicoflagellata - Chrysophyta p.p. (parafyletisch) - - Chrysophyta p.p. (parafyletisch) - - Xanthophyta - Phaeophyta (Bruinwieren) | \| - LUCA - Domein Eubacteria (Ehrenberg 1828) (→ prokaryoten) - - Domein Archaea (Woese et al. 1990) (→ prokaryoten) - Domein Eukaryota - Supergroep Unikonta (Cavalier-Smith 2002) - Supergroep Excavata (Cavalier-Smith 2002) - Bikonta (Cavalier-Smith 2002) - Supergroep Archaeplastida (Adl et al. 2005) - Supergroep Chromalveolata (Adl et al. 2005) - Rijk Hacrobiae (Cavalier-Smith 2010) - Stam Cryptomonada (Margulis & Schwartz 1998) - - Stam Haptomonada (Margulis & Schwartz 1998) - Stam Centrohelomonada (Kühn 1926 em. Holt & Iudica) - Harosa (Cavalier-Smith 2010) (SAR, RAS) - Rijk Rhizariae (Cavalier-Smith 1993) (Rhizaria) - Stam Endomyxa (Cavalier-Smith 2002) - Stam Cercozoa (Cavalier-Smith & Chao 2003) - - Stam Foraminifera (D'Orbigny 1826) - Stam Radiolaria (Müller 1858 em. Cavalier-Smith 1993) - - Rijk Alveolatae (Cavalier-Smith 1991) - Stam Ciliophora (Doflein 1901) - - Stam Dinoflagellata (Bütschli 1885) - Stam Apicomplexa (Levine 1970) - Rijk Heterokontae (Cavalier-Smith 1986) (Stramenopiles) - Stam Opalinata (Wenyon 1926) - - - Stam Labyrinthomorpha (Levine & al. 1980) - Stam Bicosoecida (Grasse 1926) - - Stam Oomycota (Winter 1879) - Ochrophyta (Cavalier-Smith 1986) - - Stam Bacillariophyta (Haeckel 1878) - - Stam Silicoflagellata (Borgert 1890) - Stam Actinophryida (Claus 1874) - - Stam Pinguiophyta (Kawachi 2002) - - Stam Chrysophyta (Pascher 1914) - Stam Eustigmatophyta (Hibberd & Leedale 1970) - - Stam Raphidiophyta (Chadefaud 1950) - - Stam Phaeophyta (Kjellman 1891) - Stam Xanthophyta (Allorge ex Fritsch 1935) \| |
| - LUCA - Domein Eubacteria (Ehrenberg 1828) (→ prokaryoten) - - Domein Archaea (Woese et al. 1990) (→ prokaryoten) - Domein Eukaryota - Supergroep Unikonta (Cavalier-Smith 2002) - Supergroep Excavata (Cavalier-Smith 2002) - Bikonta (Cavalier-Smith 2002) - Supergroep Archaeplastida (Adl et al. 2005) - Supergroep Chromalveolata (Adl et al. 2005) - Rijk Hacrobiae (Cavalier-Smith 2010) - Stam Cryptomonada (Margulis & Schwartz 1998) - - Stam Haptomonada (Margulis & Schwartz 1998) - Stam Centrohelomonada (Kühn 1926 em. Holt & Iudica) - Harosa (Cavalier-Smith 2010) (SAR, RAS) - Rijk Rhizariae (Cavalier-Smith 1993) (Rhizaria) - Stam Endomyxa (Cavalier-Smith 2002) - Stam Cercozoa (Cavalier-Smith & Chao 2003) - - Stam Foraminifera (D'Orbigny 1826) - Stam Radiolaria (Müller 1858 em. Cavalier-Smith 1993) - - Rijk Alveolatae (Cavalier-Smith 1991) - Stam Ciliophora (Doflein 1901) - - Stam Dinoflagellata (Bütschli 1885) - Stam Apicomplexa (Levine 1970) - Rijk Heterokontae (Cavalier-Smith 1986) (Stramenopiles) - Stam Opalinata (Wenyon 1926) - - - Stam Labyrinthomorpha (Levine & al. 1980) - Stam Bicosoecida (Grasse 1926) - - Stam Oomycota (Winter 1879) - Ochrophyta (Cavalier-Smith 1986) - - Stam Bacillariophyta (Haeckel 1878) - - Stam Silicoflagellata (Borgert 1890) - Stam Actinophryida (Claus 1874) - - Stam Pinguiophyta (Kawachi 2002) - - Stam Chrysophyta (Pascher 1914) - Stam Eustigmatophyta (Hibberd & Leedale 1970) - - Stam Raphidiophyta (Chadefaud 1950) - - Stam Phaeophyta (Kjellman 1891) - Stam Xanthophyta (Allorge ex Fritsch 1935) | |

Voor de plaats van de Chromalveolata in de stamboom van het leven, zie onderstaande samenvatting:
| - LUCA - Domein Eubacteria (Ehrenberg 1828) (→ prokaryoten, Monera) - - Domein Archaea (Woese et al. 1990) (→ prokaryoten, Monera) - Domein Eukaryota - Supergroep Unikonta (Cavalier-Smith 2002) - - Rijk Animalia (Linnaeus 1758) - Rijk Fungi (Linnaeus 1753) - Rijk Amoebozoae (Lühe 1913, em. Corliss 1984) (→ protisten) - Supergroep Excavata (Cavalier-Smith 2002) (→ protisten) - Rijk Euexcavatae (Holt & Iudica) - Rijk Discicristatae (Cavalier-Smith 2002) - Bikonta (Cavalier-Smith 2002) - Supergroep Chromalveolata (Adl et al. 2005) (→ protisten) - Rijk Hacrobiae (Cavalier-Smith 2010) - Harosa (Cavalier-Smith 2010) (SAR, RAS) - Rijk Rhizariae (Cavalier-Smith 1993) (Rhizaria) - - Rijk Alveolatae (Cavalier-Smith 1991) - Rijk Heterokontae (Cavalier-Smith 1986) (Stramenopiles) - Supergroep Archaeplastida (Adl et al. 2005) - Rijk Viridiplantae (Cavalier-Smith 1981) - Rijk Rhodoplantae (Saunders & Hommersand 2004) (→ protisten) |
| (→ behoort tot de ...) wordt ook gerekend tot een polyfyletische groep |